# Back Through Time (Album)
Back Through Time ist das dritte Album der britischen Band Alestorm. Es wurde am 3. Juni 2011 bei Napalm Records veröffentlicht und ist das erste Alestorm-Album mit Peter Alcorn am Schlagzeug. Das Album ist als reguläre CD, Digipack, Vinyl und als Boxset mit zwei zusätzlichen Liedern erhältlich. Das Album erreichte Platz 42 der deutschen Albencharts.

## Titelliste
1. Back Through Time – 5:03
2. Shipwrecked – 3:31
3. The Sunk’n Norwegian – 4:07
4. Midget Saw – 03:18
5. Buckfast Powersmash – 2:33
6. Scraping the Barrel – 4:40
7. Rum – 3:29
8. Swashbuckled – 3:53
9. Rumpelkombo – 0:06
10. Barrett’s Privateers (Stan-Rogers-Cover) – 4:41
11. Death Throes of the Terrorsquid – 7:46

Bonustitel der limitierten Version:
1. I Am a Cider Drinker (The-Wurzels-Cover) – 2:58
2. You Are a Pirate (LazyTown-Cover) – 1:33